# شيخ علي لر
شيخ علي لر هي قرية في مقاطعة خلخال، إيران. عدد سكان هذه القرية هو 19 في سنة 2006.